# Noumea verconiforma
Noumea verconiforma is een zeenaaktslak die behoort tot de familie van de Chromodorididae. Deze slak komt voor in het westen van de Grote Oceaan voornamelijk voor de kust van Nieuw-Caledonië en Australië, op een diepte van 9 tot 10 meter.
De slak is wit tot oranje gekleurd, met een onduidelijke witte mantelrand. De kieuwen en de rinoforen zijn oranje met een witte basis. Ze wordt, als ze volwassen is, zo'n 6 tot 10 mm lang. Ze voeden zich met sponzen.